# Altopadre
Altopadre (Highfather), il cui vero nome è Izaya, è un personaggio dei fumetti dell'universo DC, creato da Jack Kirby sulle pagine di New Gods n. 1 del febbraio-marzo 1971.

## Personaggio
Altopadre è il capo dei Nuovi Dei di Nuova Genesi nel Quarto Mondo di Jack Kirby, e governa il pianeta fittizio.
È padre naturale di Scott Free (Mister Miracle) e padre adottivo di Orion, figlio di Darkseid (signore di Apokolips, pianeta nemico di Nuova Genesi).

## Altri media
Altopadre appare nelle seguenti serie animate:
- Superman, negli episodi Apokolips... Now (seconda parte) e in due parti Attacco alla Terra.
- Justice League, nell'episodio in due parti Crepuscolo, doppiato da Mitchell Ryan.